# 石原舞子
石原 舞子（いしはら まいこ、1965年10月31日 -）は、日本の女優。松竹劇団新派所属。千葉県出身。
本名、石井麻衣子。従兄妹に木之元亮。

## 来歴
市川市生まれ。国府台女子学院、駒澤大学卒業。
- 1987年（昭和62年） - 菅原謙次校長　坂東玉三郎副校長の俳優養成所アクターズハウス1期生として入所。
- 1988年（昭和63年） - 新派100年記念として行われたオーディションに合格し研修生となる。菅原謙次に師事。
- 1997年（平成9年） - 国立劇場『天守物語』で亀姫に抜擢され注目を集める。
- 1998年（平成10年） - 幹部昇進。新人披露新派古典勉強会『日本橋絵巻』お考を演じる。
- 1999年（平成11年） - 新橋演舞場新派公演『女将繁盛記』主演。
- 2006年（平成18年） - 前年、新橋演舞場で上演された『京舞』まつ子で日本俳優協会奨励賞を受賞[2]。

多数の舞台のみならずテレビ、映画にも出演する。

## 人物
- 千葉県市川市で3人兄弟の末っ子として生まれる。姉が日本舞踊を習っていたので見よう見まねで、物心ついた時には扇子を持っていた。
- 2歳8ヶ月で藤間秀禄に師事。3歳『年増』（朝日生命ホール）で初舞台。5歳『羽根の禿』（明治座）。その後も『浮かれ坊主』『櫓のお七』『鷺娘』など数々の舞台に立つ。『羽根の禿』では鬘の重さで立てなくなりそうになり、その後の振りで座るところがあっても中腰で通したというエピソードがある。子供のころから臨機応変に長けていた。名取名は藤間麻衣花。

## 受賞
- 1994年　新橋演舞場賞（新橋演舞場「小粋な幽霊」双子の半玉）
- 2006年　日本俳優協会奨励賞（新橋演舞場で上演「京舞」まつ子役）[5]

## 主な舞台
- 1989年（平成元年） - 新橋演舞場「風の盆恋歌」小絵
- 1990年（平成2年） - 巡業公演「婦系図」妙子
- 1991年（平成3年） - シアターサンモール「大つごもり」みね
- 1992年（平成4年） - 大阪　新歌舞伎座「婦系図」妙子
- 1994年（平成6年） - 新橋演舞場「小粋な幽霊」双子の半玉。新橋演舞場賞を受賞。
- 1997年（平成9年）
  - 国立劇場「天守物語」亀姫
  - 新橋演舞場　ジェームス三木演出「花丸銀平」妹ルミ子
  - 新橋演舞場　久世光彦演出「浅草慕情～なつかしのパラダイス」
- 1998年（平成10年） - 新人披露新派古典勉強会「日本橋絵巻」稲葉家お考
- 1999年（平成11年）
  - 新橋演舞場　久世光彦演出「浅草パラダイス」
  - 三越劇場「日本橋」お千世
  - 御園座　中村吉右衛門「鬼平犯科帳　むかしの男」
  - 新橋演舞場「女将繁盛記」若女将
  - 新橋演舞場　勉強会「明治一代女」お梅
- 2000年（平成12年）
  - 明治座　石井ふく子演出　若尾文子「女たちの鹿鳴館」梅龍
  - 国立劇場「滝の白糸」撫子
  - 南座　中村吉右衛門「鬼平犯科帳　本所・桜屋敷」
- 2001年（平成13年）
  - 芸術座　石井ふく子演出　池内淳子「空のかあさま」
  - 新橋演舞場「鶴八鶴次郎」鶴子
- 2002年（平成14年） - 国立小劇場　英の会「華岡青洲の妻」小陸
- 2004年（平成16年） - 日本橋公会堂アトリエ新派「ふるあめりかに袖はぬらさじ」亀遊
- 2005年（平成17年） - 新橋演舞場「京舞」まつ子
- 2006年（平成18年） - 新橋演舞場「和宮御留」宇多絵
- 2007年（平成19年）　
  - 日本橋公会堂アトリエ新派「明日の幸福」松崎恵子
  - 巡業公演「牡丹燈籠」お露
- 2008年（平成20年） - 新橋演舞場「婦系図」河野菅子
- 2009年（平成21年） - 三越劇場「女の一生」ふみ
- 2010年（平成22年） - 三越劇場アトリエ新派「浪花女」主演　お千賀
- 2011年（平成23年） - 三越劇場アトリエ新派「女の一生」布引けい
- 2012年（平成24年）
  - 三越劇場　山田洋次演出「東京物語」長男の妻・文子
  - 御園座・南座　坂東玉三郎「ふるあめりかに袖はぬらさじ」亀遊
  - 三越劇場花形新派「華岡青洲の妻」加恵
- 2013年（平成25年）　
  - 新橋演舞場　名作喜劇公演「おやじの女」はつ子
  - 京都　南座　山田洋次演出「東京物語」長男の嫁・文子
- 2014年（平成26年） - 博品館　菅原謙次17回忌を偲ぶ　自主公演「夕べの幽霊、今朝の女房」
- 2015年（平成27年）[6]
  - 三越劇場　「寒菊寒牡丹」主演
  - 新橋演舞場　栗山民也演出「もとの黙阿弥」芸者小えん
- 2016年（平成28年）  
  - 三越劇場「糸桜」ちか
  - 新橋演舞場　喜劇名作公演「名代きつねずし」愛人　河辺すみ子
  - 「単身赴任はチントンシャン」芸者染子
  - 新橋演舞場　大竹しのぶ「三婆」常子
- 2017年（平成29年）
  - 新橋演舞場　喜劇祭り「四海波より　恋の免許皆伝」お梶
  - 明治座　藤あや子「明治一代女」秀吉
- 2018年（平成30年）　三越劇場　山田洋次演出「家族はつらいよ」長男の妻・文江
- 2023年（令和5年） 三越劇場 小津安二郎演出「東京物語」平山文子[7]
- 2024年（令和6年） 東京芸術劇場 桂佑輔演出「天守物語」[8]

## テレビドラマ
- 1991年　フジテレビ「世にも奇妙な物語　長い一日」
- 1995年　テレビ東京　新春ドラマスペシャル「花のれん」お梅
- 2001年　TBS「渡る世間は鬼ばかり」第5シリーズ
- 2003年  東海テレビ　昼ドラマ「愛しき者へ」
- 2005年　NHK　 真田広之主演「新半七捕物帳」
- 2006年　フジテレビ　金曜エンタテイメント　内田康夫　近藤真彦主演　岡部シリーズ「倉敷殺人事件」
- 2007年　
  - フジテレビ　金曜プレステージ　中村吉右衛門　鬼平犯科帳スペシャル「一本眉」
  - フジテレビ　金曜プレステージ　内田康夫　近藤真彦主演　岡部シリーズ「多摩湖畔殺人事件」
- 2008年　フジテレビ　金曜プレステージ　内田康夫　近藤真彦主演　岡部シリーズ「十三の墓標」
- 2009年　TBS 「渡る世間は鬼ばかり」第8シリーズ

## 映画
- 2014年（平成2年） - 山田洋次監督「小さいおうち」キューレーター役（松竹）